# Gobiodon micropus
Gobiodon micropus är en fiskart som beskrevs av Günther, 1861. Gobiodon micropus ingår i släktet Gobiodon och familjen smörbultsfiskar. Inga underarter finns listade i Catalogue of Life.